# No me ames
"No me ames" é uma canção da cantora americana Jennifer Lopez, do seu álbum de estreia, On the 6 (1999), lançado como single em parceria com o cantor Marc Anthony em 11 maio 1999

## Videoclipe
O videoclipe para "No me ames" foi dirigido por Kevin Bray, no clipe Jennifer vive um par romântico com Marc, mas no final do clipe Marc morre.

## Faixas e formatos
| CD single mexicano/americano |                               |         |  |
| N.º                          | Título                        | Duração |  |
| 1.                           | "No me ames"                  | 4:38    |  |
| 2.                           | "No me ames" (Tropical Remix) | 5:03    |  |

| CD single argentino |                      |         |  |
| N.º                 | Título               | Duração |  |
| 1.                  | "No me ames"         | 4:38    |  |
| 2.                  | "If You Had My Love" | 4:25    |  |

## Remixes
- "No me ames" (Pablo Flores Club Mix) (dueto com Marc Anthony)
- "No me ames" (Pablo Flores Radio Edit) (dueto com Marc Anthony)
- "No me ames" (Salsa Version) (dueto com Marc Anthony)

## Prêmios e indicações
| Ano  | Prêmiação                    | Categoria                                             | Resultado |
| ---- | ---------------------------- | ----------------------------------------------------- | --------- |
| 2000 | Billboard Latin Music Awards | Melhor Duo Vocal                                      | Venceu    |
| 2000 | Billboard Latin Music Awards | Canção Tropical/Salsa do Ano                          | Indicado  |
| 2000 | Billboard Latin Music Awards | Canção Latina do Ano                                  | Indicado  |
| 2000 | Premio Lo Nuestro            | Duo Pop ou Grupo do Ano                               | Indicado  |
| 2000 | Latin Grammy Awards          | Melhor Vídeo Musical - Versão Curta                   | Indicado  |
| 2000 | Latin Grammy Awards          | Melhor Performance Pop Vocal em Dupla ou Grupo do Ano | Indicado  |
| 2004 | Premios Juventud             | Canção Mais Cativante                                 | Indicado  |

## Desempenho
| Tabelas musicais (1999-2000)    | Melhor posição |
| ------------------------------- | -------------- |
| Estados Unidos - Latin Songs    | 1              |
| Estados Unidos - Tropical Songs | 1              |